# ریک یان
ریک یان (به انگلیسی: Rick Yune) (زاده ۲۲ اوت ۱۹۷۱) بازیگر، فیلم‌نامه‌نویس آمریکایی است.
از فیلم‌های معروف او می‌توان به فیلم سقوط المپیوس، بارش برف روی سروها، فرار از زندان (فصل ۵) و سریع و خشمگین اشاره کرد.